# Journal of Nonlinear Science
Journal of Nonlinear Science is een internationaal, aan collegiale toetsing onderworpen wetenschappelijk tijdschrift op het gebied van de
toegepaste wiskunde en de
mathematische fysica.
De naam wordt in literatuurverwijzingen meestal afgekort tot J. Nonlinear Sci.
Het tijdschrift is opgericht in 1991 en wordt uitgegeven door Springer Science+Business Media.